# Проституция в Китае

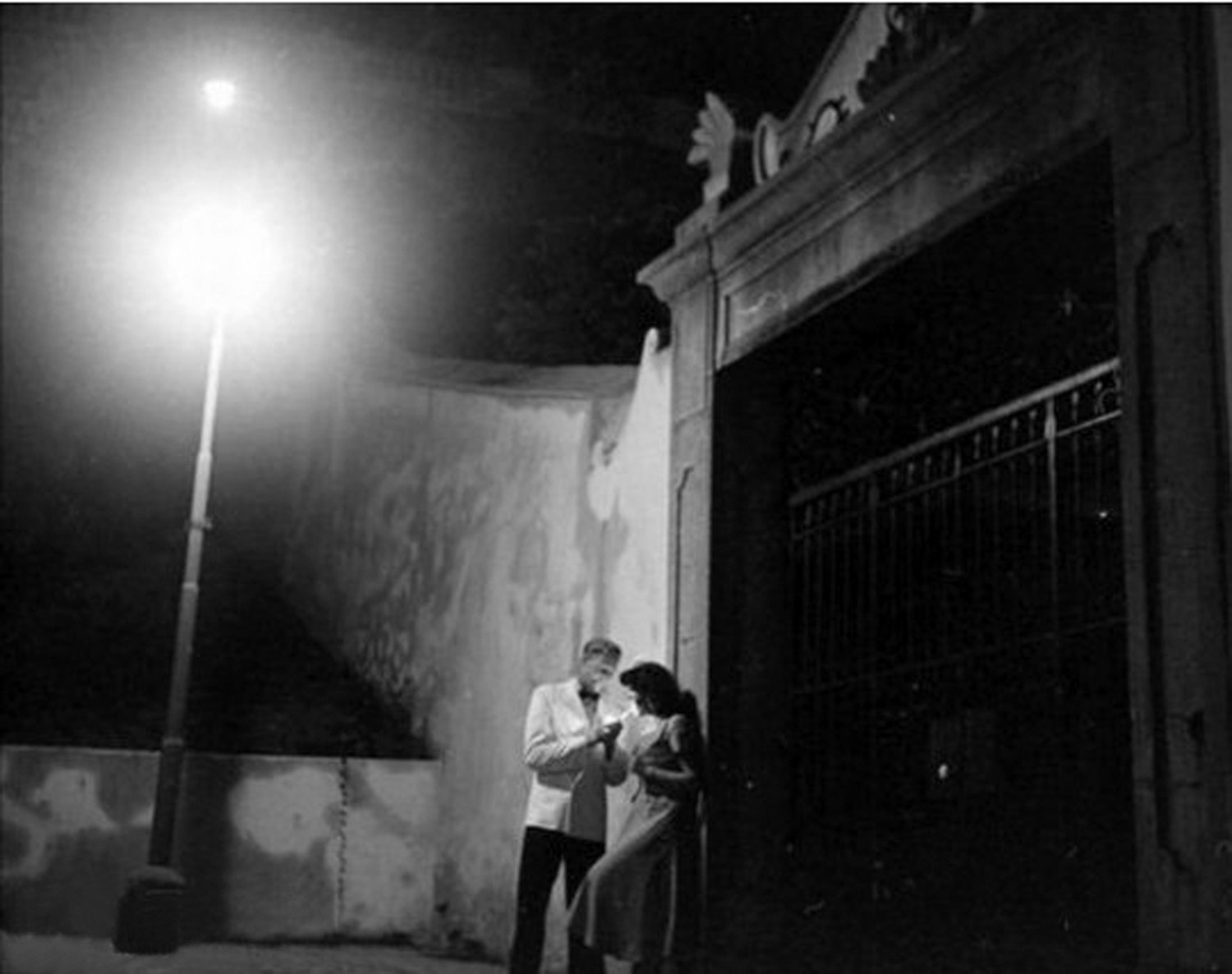
Проститутка под светом фонаря (Макао, 1949)

Проституция в Китае на протяжении тысячелетней истории страны была неотъемлемой составляющей социального облика китайского народа. Многие века императорский Китай являл собой страну с уникальным положением проституции, которая регулировалась и поддерживалась государством.
Вскоре после прихода к власти, в 1949 году, Коммунистическая партия Китая приступила к серии кампаний, нацеленных на искоренение проституции. К началу 1960-х годов это социальное явление исчезло с видимой стороны социальной жизни. Однако в начале 1980-х, когда государственный контроль над обществом был существенно ослаблен, проституция на материковом Китае опять стала заметным явлением, проявляясь теперь не только в городских, но и сельских районах. Несмотря на усилия правительства, проституция в начале XXI века развита настолько, что стала бизнесом, в который вовлечено большое количество людей и который производит значительный экономический доход. Это вызывает целый ряд проблем, связанных с организованной преступностью, коррупцией в правительстве и распространением венерических заболеваний.
Проституция на материковом Китае включает в себя различные типы услуг, различается местом оказания таких услуг (отели, караоке-клубы, салоны красоты) и ценами (от 10 юаней до 10 000 юаней). Проститутки происходят из различных социальных слоёв. Если в начале 1980-х годов эмигрантки из сельских районов занимались проституцией, чтобы обеспечить себе минимальный доход; то теперь секс-услуги предоставляются в том числе и студентками престижных вузов, зарабатывающими таким способом дополнительные деньги, которые можно потратить на развлечения, открытие своего бизнеса и т. д.
Проституция в материковом Китае преследуется по закону. Вовлечение в проституцию и укрытие проституток преследуется по Уголовному кодексу КНР, лица, непосредственно покупающие и продающие секс-услуги, преследуются согласно административному кодексу.

## История

### Древний Китай
В древнем и средневековом Китае проституция и торговля женщинами были обычными и достаточно широко распространёнными явлениями. Отцы, мужья, братья продавали или отдавали своих дочерей, жён и сестёр в публичные дома и для сожительства с другими мужчинами, чаще всего по экономическим соображениям. Муж мог отдать жену другому мужчине для рождения ребёнка в случае, если в семье не было детей или рождались только девочки. Бывало, что девушки из бедных семей продавали себя в бордели лишь для того, чтобы оплатить похороны родителей (卖身葬父). В условиях бесправного положения женщины её жизненный путь предопределялся раз и навсегда, оставить занятие проституцией по своей воле китаянка не могла. Древнейшая профессия была по сути единственной доступной для женщин того времени. В отношении мужчин запрету подвергались лишь действия, способные навредить благополучию семьи, поэтому конфуцианская мораль с одной стороны строго запрещала отношения на стороне, как с замужними, так и с незамужними женщинами; но с другой — предоставляла право заводить наложниц (妾), вступать в половую связь со служанками (通房丫头 и 丫鬟), посещать проституток, с тем неизменным условием, что мужчина не будет пренебрегать своей женой и семьёй в целом.

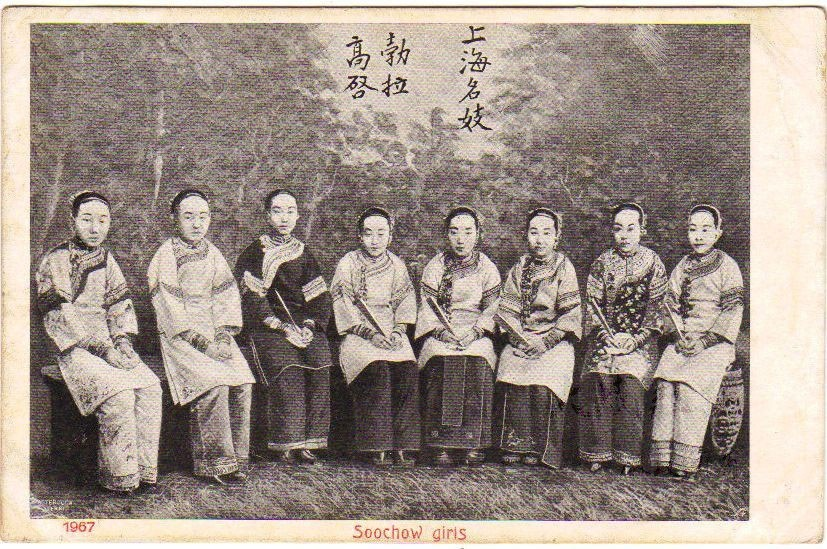
Известные шанхайские проститутки конца XIX века (первые четыре неизвестны, остальные слева направо): Линь Дайюй, Цзинь Сяобао, Лу Ланьфэн и Чжан Шуюй

Первые сведения о проституции как легализованном общественном институте доносят источники эпохи Тан (616—907 годы), хотя самые ранние достоверные сведения о проститутках были обнаружены в источниках эпохи династии Хань (206 год до н. э. — 220 год).. В те времена существовали две категории проституток — «государственные» (宫妓 гунцзи) и «частные» (家妓 цзяцзи). Первые находились на низшей ступени социальной иерархии, они работали под государственным контролем, их деятельность дозволялась законом (до 1723 года), вторые же представляли собой простых обывательниц, которые предоставляли сексуальные услуги на дому по собственной инициативе, их деятельность была строго запрещена. «Государственные проститутки» разделялись на две группы — «правительственные» (官妓 гуаньцзи), обслуживающие чиновников, и «гарнизонные» (营妓 инцзи). Государственное регулирование проституции просуществовало в Китае со времён династии Тан до эпохи Империи Мин. По выражению китайского исследователя Ван Шуну (王書奴), это был «золотой век государственной проституции» (官妓鼎盛时代). Лишь в 1723 году цинский император Юнчжэн, взойдя на трон, отменил бордели и запретил проституцию де-юре, при этом амнистировав всех ранее осуждённых за проституцию, поэтому на протяжении большей части правления династии Цин проституция находилась уже в сфере частноуправляемых развлечений.
Элитные проститутки («девочки из весенних домов» кит. упр. 青楼女, пиньинь qīnglóunǚ) представляли собой в большей степени куртизанок, а не проституток в современном понимании. Эти женщины пением, игрой на музыкальных инструментах, танцами, игрой в шахматы, беседами об искусстве, стихами и цитатами из литературной классики скрашивали досуг клиентов. Для высокообразованных мужчин той эпохи они были фактически единственной отдушиной в рутинной повседневной жизни, поскольку ни жёны, ни наложницы в Китае не имели образования, не разбирались в искусстве и не были в состоянии вести светские беседы. Проститутки же, как правило, проходили специальное обучение; существовали даже учебные пособия, написанные опытными куртизанками. Считалось, что девушка сможет стать успешной в древнейшей профессии, если она обладает четырьмя качествами: красотой (особое внимание уделялось манерам, осанке, речи, умению пользоваться косметикой); умениями и навыками, позволяющими быть привлекательной и интересной для клиента в течение длительного времени; эмоциональностью, страстностью и одновременно умением скрывать свои истинные чувства, бессердечностью в отношениях с клиентами. В учебниках давались детальные рекомендации по поведению: как следует сидеть, лежать, ходить, петь; когда необходимо улыбаться, каким образом вести разговор, применять косметику, как флиртовать, какую одежду носить, как манипулировать клиентами.
Проститутка могла провести ночь с готовым хорошо заплатить гостем, однако «продажа весны» (так поэтически назывались сексуальные услуги) была далеко не всегда обязательной, а в наиболее изысканных заведениях девушки даже хранили целомудрие. В течение своей карьеры девушка могла дважды получить солидное денежное вознаграждение. Первый раз это происходило после того, как она, поступив в публичный дом и овладев различными искусствами, лишалась девственности. Гость, который приобретал право стать её первым мужчиной, обязан был заплатить круглую сумму и устроить торжественный банкет для всего заведения. Второй раз это происходило лишь в том случае, если девушку выкупали.

Проститутки в конце Цинской династии
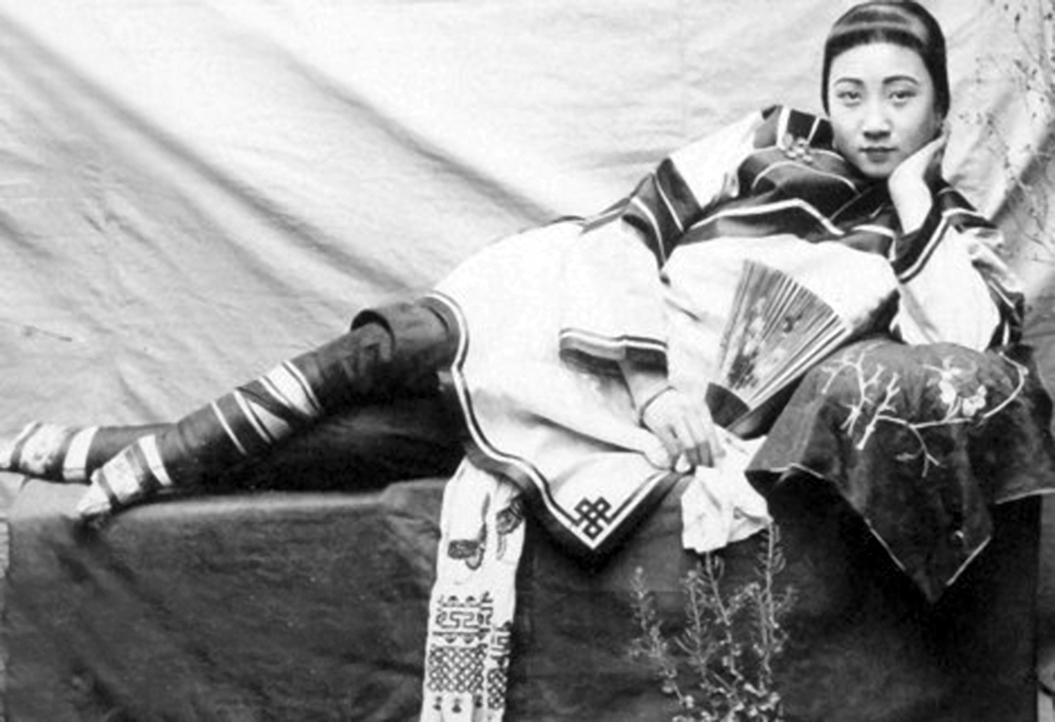
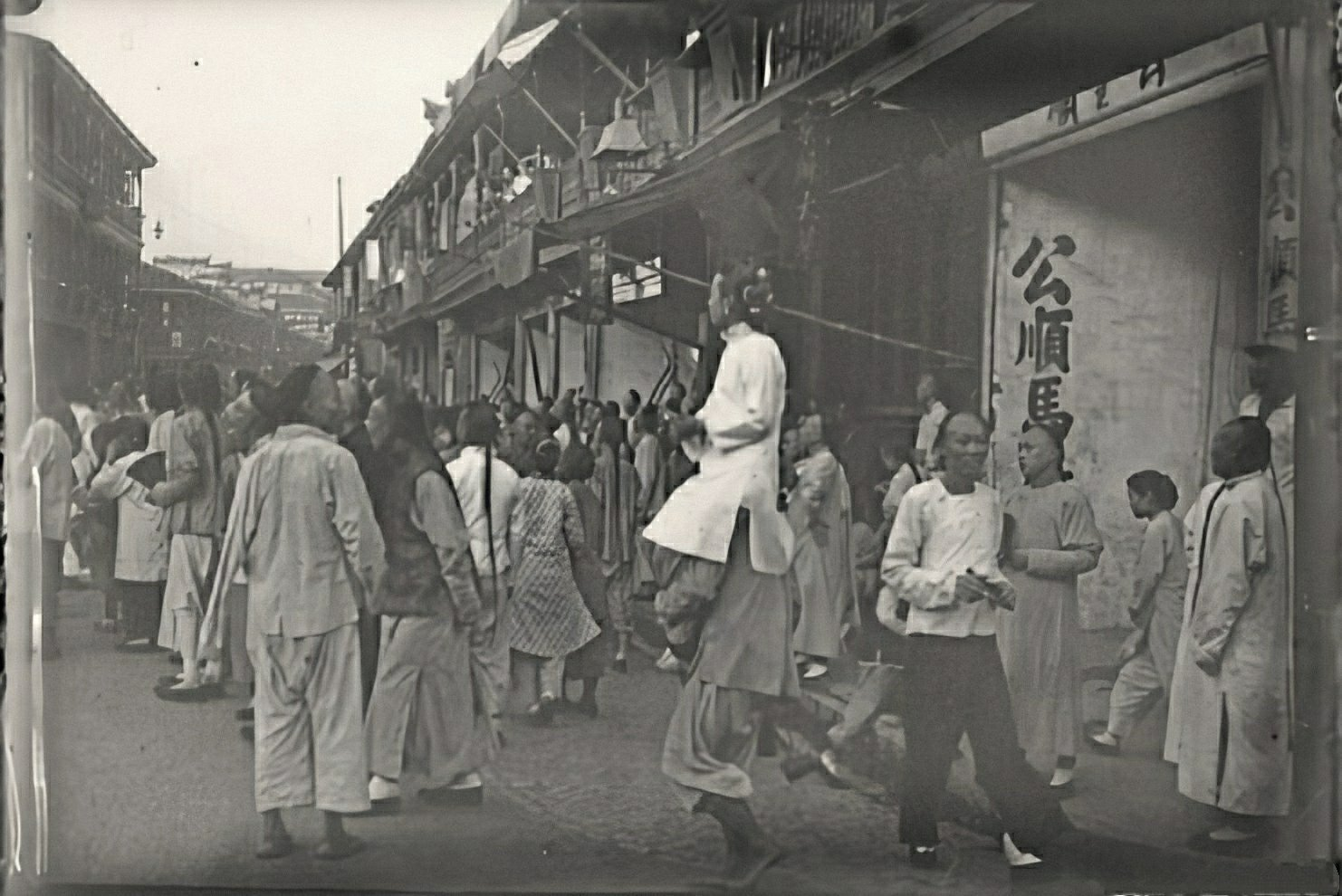
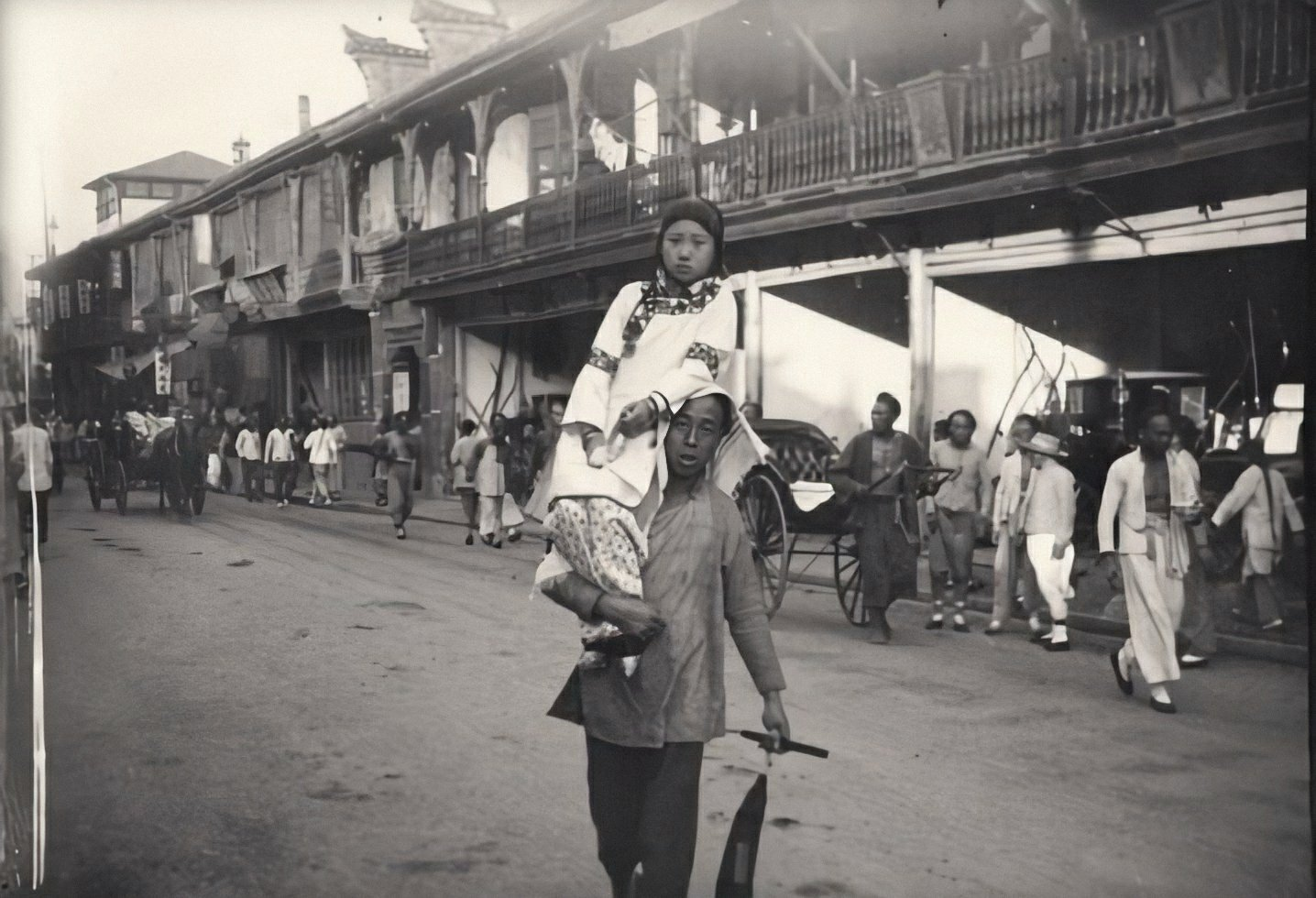

Посещение такого рода заведений было обычным времяпрепровождением для семейных и холостых мужчин. Публичные дома в Китае часто играли роль места для деловых контактов, обсуждения и заключения различного рода сделок; сюда приходили отметить удачу в торговле, успехи в служебных делах, приятно провести время в обществе друзей и красивых женщин. Хотя проститутки играли важную роль в общественной жизни того времени, их ремесло считалось постыдным, и в социальной иерархии они занимали низшую ступень — ниже, чем наложницы и служанки. В силу этого законодательство императорского Китая было направлено не на то, чтобы запретить проституцию, а на то, чтобы закрепить межсословные различия, предотвратить стирание социальных границ между добропорядочными гражданами и людьми низшего сорта. Этой цели служили не только уголовные законы, которые предписывали совершенно разные меры наказания за совершение преступлений в отношении проституток и простолюдинок; но и законы, регулирующие использование предметов роскоши. Женщинам, вовлечённым в занятие проституцией, запрещалось одевать одежды, сходные с теми, что носили жёны служащих, шэньши и рядовых горожан. Более того, закон требовал от правительственных проституток, их мужей и мужчин, состоящих с ними в родстве, носить зелёные головные уборы. От этой исторической традиции в китайском языке произошло выражение «носить зелёную шляпу» (戴绿帽子), которым по настоящее время характеризуют рогоносцев, то есть мужчин, чья жена ведёт аморальный, распутный образ жизни.
В эпоху династии Тан (а по всей видимости, и ранее) существовали и дешёвые бордели, удовлетворявшие потребности простого населения. Однако поскольку подобные заведения лежали вне сферы интересов литераторов и историков того времени, информации о них практически не сохранилось. Подобные заведения упоминаются только в текстах эпох Сун и Мин, и то весьма редко. «Гарнизонные» проститутки предназначались для солдат и матросов, «правительственные» — для низших категорий чиновников правительственных учреждений. В качестве проституток этих категорий использовали женщин из семей военнопленных или тех семейств, главы которых были осуждены за преступление. Эрудированный любитель старины эпохи Сун Чжоу Ми в своей книге «Дела древнего Линьаня» рассказывает о винных лавках, в каждой из которых имелось по несколько десятков «государственных проституток». Эти дома в значительной степени предназначались для правительственных чиновников, и простым гражданам попасть туда было непросто. Вместе с тем, как отмечал Мэтью Соммер, «правительственные проститутки», несмотря на то, что им предписывалось ублажать клиентов, должны были не оказывать сексуальные услуги, а лишь скрашивать досуг клиентов. Более того, законы династий Юань и Мин запрещали чиновникам вступать в сношения с женщинами данной категории, тем более — брать их в жёны; что, впрочем, не означало, что на практике эти законы всегда исполнялись.
Комментируя замечание португальского миссионера Гаспара да Круса о том, что бордели находились за чертой города, голландский историк Роберт ван Гулик отмечал, что подобное утверждение справедливо лишь в отношении низкопробных борделей: «Все более респектабельные заведения, в том числе рестораны и питейные заведения, предоставлявшие женщин, находились в черте города; а например, квартал Пинканли при династии Тан даже располагался неподалёку от императорского дворца».

### Новое время
В эпоху Цин (1644—1911 годы) в Пекине, Шанхае, Нанкине, Янчжоу, Датуне, Кайфыне, Сучжоу, Гуанчжоу, Нинбо, Фучжоу функционировало множество публичных домов. Шанхай считался «всемирной столицей греха», в 20—30-е годы XX века в нём насчитывалось более 3 тыс. публичных домов. Среди проституток Шанхая конца XIX — начала XX веков выделялись следующие основные группы, различавшиеся по доходам и клиентуре: куртизанки (кит. упр. 长三, палл. чансань), проститутки, жившие в весёлых кварталах (кит. упр. 幺二, палл. яо’эр), уличные проститутки (кит. упр. 野鸡, палл. ецзи) и некоторые другие. В 1920 году по официальной статистике в Шанхае насчитывалось 1200 куртизанок, 4900 яо’эр, 37 141 — уличных и 21 315 других проституток. В основном ряды проституток пополнялись девочками и молодыми женщинами, похищенными и проданными в бордели (девочки продавались собственными родителями, молодые женщины — родственниками мужа в случае его смерти, жёны — мужьями в случае отсутствия средств к существованию), а также женщинами из сельских районов, приезжавших в города в поисках работы и попадавших под власть сутенёров и посредников. Будучи проданными в публичные дома или оказавшись там по собственной воле, все женщины должны были пройти регистрацию, после чего их жизненное пространство ограничивалось стенами «весёлого квартала».

Проституция в Китайской республике (1912—1949)
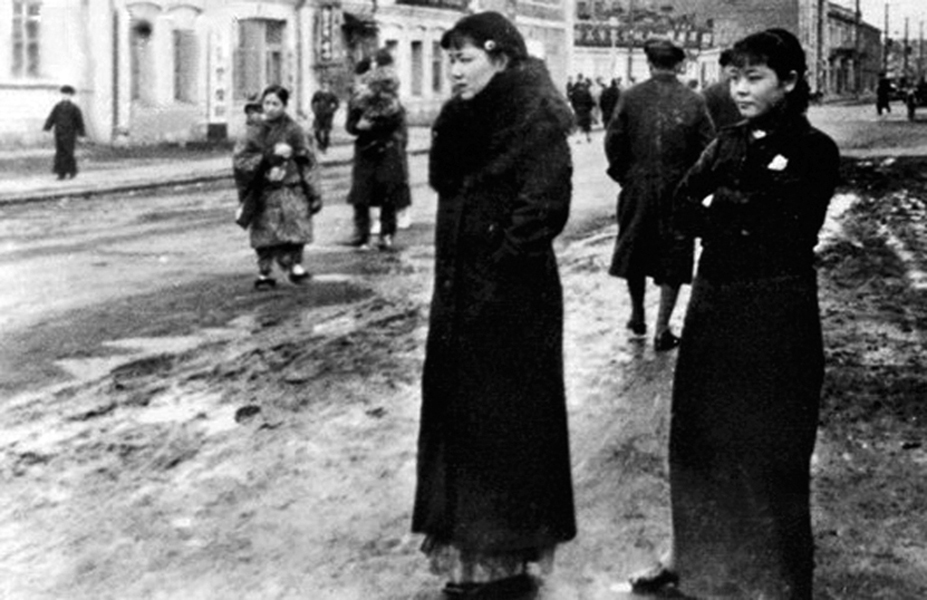
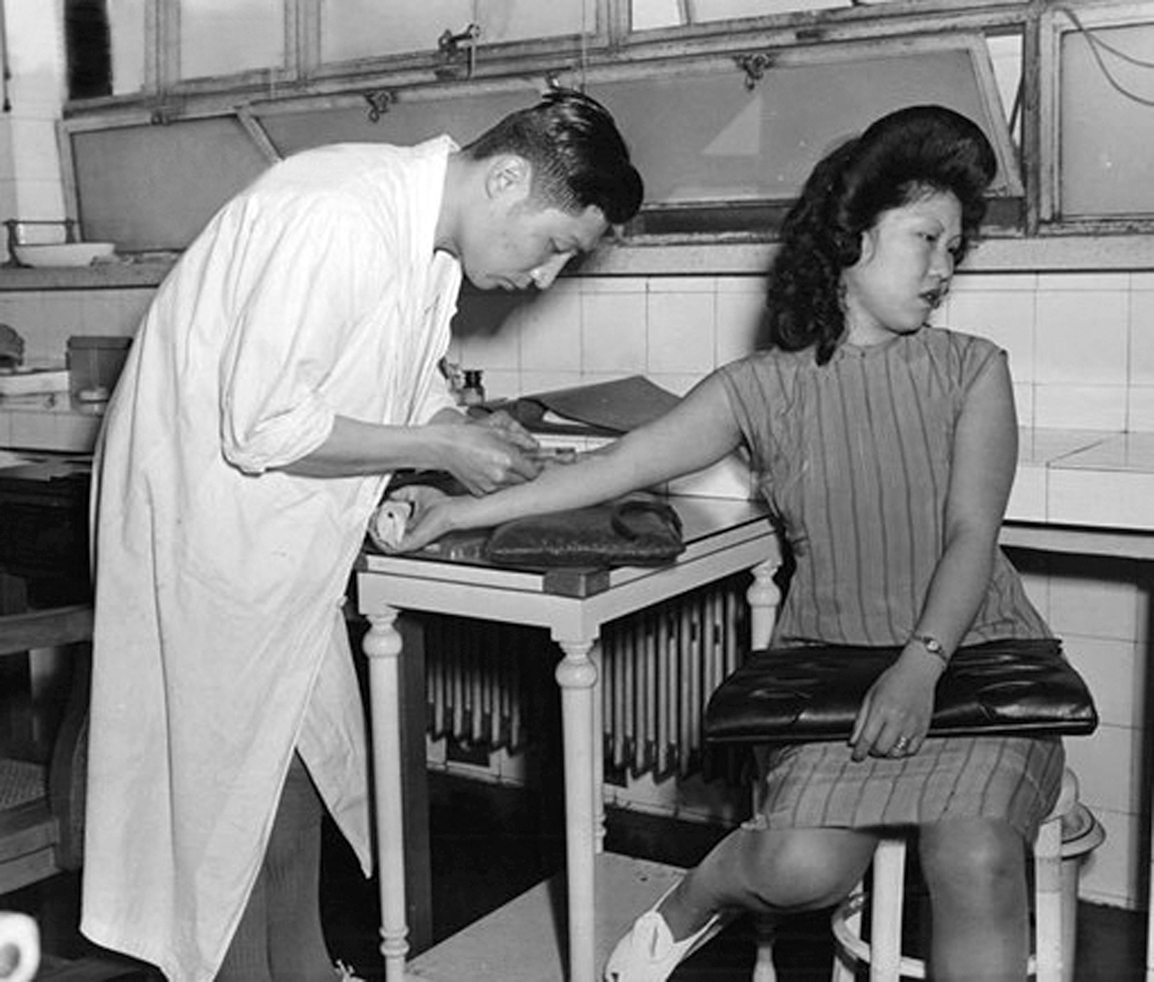

Проституция в Цинском Китае была официально запрещена в 1723 году, но, по наблюдениям русского путешественника Корсакова, жившего в Китае в начале XX века, правительство мало заботилось этой стороной социальной жизни китайцев; и публичные дома были по большому счёту предоставлены сами себе и окружной милиции, которой платили мзду. В законодательстве Цин существовал ряд законов, регулировавших проституцию и отношения с проститутками. Так, проститутки определялись как «низкие люди» (цзяньжэнь) и были лишены многих гражданских прав. Например, сыновья проституток не допускались к сдаче государственных экзаменов; проституткам было запрещено вступать в браки с представителями высших сословий, хотя многие из них были наложницами в респектабельных семьях. Мужчина, вступивший в брак с публичной женщиной, наказывался за это шестьюдесятью ударами палок. Если же это был сановник, чиновник, имеющий учёную степень или военный, он терял должность. Продажа или передача внаём жены или наложницы другому лицу также каралась 60 ударами. При этом равному наказанию подвергались как продавец, так и покупатель. Кража девушек и женщин с целью продажи их в публичные дома, а также их покупка с аналогичными целями, карались тремя месяцами ношения канги, ссылкой на 3 года и 100 ударами палкой. Однако, судя по имеющимся материалам, вышеупомянутые законы применялись довольно редко, поскольку отношение к проституции среди населения, официальных властей и судей было, в целом, толерантным.
Основная тенденция проституции на грани XIX и XX веков состояла в постепенном превращении публичных домов высокого разряда, которые в большей мере являлись увеселительными заведениями, в бордели, где оказывали исключительно сексуальные услуги. В начале XX века эскорт-услуги и проведение досуга в обществе проституток стали выходить из моды, более того, интеллектуалы Движения 4 мая считали проституцию символом национальной отсталости и социальной проблемой, требующей решения.
В 1920 году в Шанхае была зарегистрирована 12 141 проститутка, в Пекине — 3550.
В 1928 году Чан Кайши запретил проституцию в провинциях Цзянсу, Чжэцзян и Аньхой.
В годы Второй мировой войны в Китае были открыты «станции утешения» для обслуживания военных Императорской армии Японии, в которых «женщины для утешения» принуждались к занятию проституцией. Бывшие публичные дома для японских солдат в Нанкине впоследствии были признаны КНР памятниками культурного наследия.

### Эпоха КНР
После того как коммунисты одержали победу в гражданской войне с Гоминьданом, одним из основных направлений социальной политики стал запрет проституции и торговли женщинами. В первые восемь недель после провозглашения КНР в Пекине были закрыты 224 городских публичных домов, арестовано 1286 проституток, 424 сутенёров и владельцев борделей. Подобные акции в последующие годы были проведены и в других городах. Так, в Шанхае в 1950—1955 годах были арестованы 5333 проститутки. Большинство из них были отправлены в трудовые лагеря на перевоспитание, некоторых сутенёров показательно расстреляли. В середине 1950-х годов проституция считалась искоренённой, однако, по мнению ведущего китайского сексолога Пань Суймина, она продолжала существовать в латентной форме, поскольку женщины предоставляли сексуальные услуги членам партии в обмен на получение каких-либо привилегий.
В 1983 году Всекитайской федерацией женщин и Бюро общественной безопасности был подготовлен первый официальный отчёт о возрождении проституции и распространении порнографических материалов. Согласно этому документу, опирающемуся на неполные статистические данные, полученные из трёх крупнейших городов КНР (Пекин, Шанхай, Тяньцзинь) и четырёх провинций (Гуандун, Фуцзянь, Ляонин и Чжэцзян), с января по ноябрь 1982 года было выявлено 11 500 лиц, связанных с проституцией, 691 человек были арестованы, 662 — направлены в трудовые лагеря, 1500 оштрафованы. Было закрыто более 900 подпольных публичных домов. Из материалов отчёта следовало, что 50 — 60 % женщин, занимавшихся проституцией, — жительницы сельских районов страны.
В 1984 году в Шанхае открылось исправительное учреждение для женщин, занимавшихся проституцией или совершивших сексуальные преступления. В 1987 году были открыты 62 трудовых лагеря для проституток. В марте 1988 года по официальной информации в КНР функционировало 68 исправительных учреждений для лиц, занимающихся проституцией. Увеличение количества такого рода заведений, внимание средств массовой информации к данной проблеме не сняло её остроту. О проституции, как о явлении и социальной проблеме, заговорили в начале 1990-х годов. В 1991—1992 годах были проведены очередные кампании по борьбе с возрождающимся буржуазными пороками.

## Основные причины попадания девушек на секс-рынок
Русский путешественник Корсаков в начале XX века отмечал, что истоки проституции в Китае иные, нежели в случае с Европой. Нищенское существование и бесправное положение женщин в Китае он противопоставлял распущенности и вседозволенности европейского общества, где проституция укоренилась не от недостатка средств к существованию, а от излишков.
В начале XXI века материальный фактор по-прежнему занимает важное место среди причин попадания девушек на секс-рынок. Социальная поляризация, безработица, интенсивная внутренняя миграция неизменно ведут к тому, что женщины, лишившись стабильного дохода, вынуждены использовать своё тело в качестве источника средств к существованию. К этому стоит добавить неравные возможности в трудоустройстве мужчин и женщин, продолжающие существовать вопреки законодательно закреплённому равенству полов; меньшую оплату труда женщин по сравнению с мужчинами (как в городах, так и в деревнях доходы женщин в среднем ниже доходов мужчин); наличие профессий, особенно в сфере неквалифицированного труда и в сфере услуг, где понятие фиксированной заработной платы отсутствует как таковое (многочисленные отели, бары, рестораны, ночные клубы, парикмахерские, салоны красоты, и т. п.). Часто работающие в ночных клубах и барах женщины вообще не имеют заработной платы, они получают в качестве оплаты за свои услуги только чаевые от клиентов.
Восемьдесят процентов трудоспособных китаянок работают, поскольку семья не может обеспечивать расходы исключительно за счёт дохода главы семьи. Потеря замужней женщиной рабочего места может поставить семью на грань выживания, заставляя женщину искать любую работу. На сегодняшний день общее число нуждающегося населения Китая составляет 20 миллионов человек, 60 процентов из которых — женщины. Проституция, таким образом, может являться источником как основного, так и дополнительного дохода в условиях острой конкуренции на рынке труда и массовой безработицы.
В деревнях вербовщики прежде всего работают с женщинами, рано вышедшими замуж; или с теми, чьё сексуальное поведение далеко, по мнению односельчан, от традиционной морали. Этой категории женщин открыто рассказывают о характере ожидающей их работы. Как правило, девушки берут из дома лишь небольшую сумму денег, и в жёстких экономических условиях городской жизни, без поддержки близких, в отсутствие знакомых и друзей им ничего не остаётся, как идти на панель. Однажды попав в секс-бизнес, женщины начинают искать лучшие условия, не оставаясь более 6 месяцев в одном городе. Как правило, проститутки стараются сохранить в тайне, чем они зарабатывают на жизнь, продолжая, однако, поддерживать связи с родственниками, друзьями и знакомыми в их родных местах. Там, где они работают, девушки держатся вместе, являясь в определённом смысле обособленной маргинальной группой. Несмотря на жёсткую конкуренцию, в трудных жизненных ситуациях они часто помогают и поддерживают друг друга.
Согласно материалам исследования, проведённого в Гонконге среди уличных проституток в начале 1990-х годов, женщины сделали свой выбор в пользу сферы сексуальных услуг по следующим причинам: отсутствие приемлемой работы; возможность заработать гораздо больше денег, чем на промышленных или сельскохозяйственном предприятиях; гибкий график работы; неполный рабочий день; более комфортные условия труда (на производстве часто плохая вентиляция, повышенный уровень шума, значительная скученность); наличие долгов; связи с членами триад (групп организованной преступности). Немаловажную роль в выборе профессии играет и мечта встретить богатого мужчину и выйти за него замуж. Многие из перечисленных стереотипов не соответствует действительности или соответствует лишь ей частично, однако они достаточно широко распространены среди молодых женщин, попадающих по собственной воле в сферу сексуальных услуг. Большая часть опрошенных женщин до того, как попасть на панель, работала на производственных предприятиях.
Другая причина попадания девушек в сферу секс-услуг сближает современный Китай с Европой, какой видел её Корсаков. Экономические реформы конца 1980-х годов дали китайцам возможность зарабатывать, а политика открытости расширила их культурно-информационный кругозор. Однако денежная лихорадка, охватившая китайское общество, в определённом смысле породила и духовный хаос (цзячжи хуньлуань). Ценностные ориентиры молодого поколения претерпели существенные изменения. Ещё в начале 80-х шкала ценностей молодёжи выглядела следующим образом: 1) учиться; 2) исполнять патриотический долг; 3) упорно работать; 4) иметь своё мнение; 5) заботиться об общественной пользе; 6) быть открытым новому; 7) подчиняться дисциплине; 8) быть коллективистом. В 90-е же годы XX века на первое место выходят стремление заработать, карьерный рост, потребительские ценности, открытость и толерантность.
На заре нового тысячелетия в Китае значительно изменились не только общественные ценности, но и представления о браке, семье, сексе, супружеском выборе, взаимоотношении полов в целом. Фраза «Я лучше буду плакать в БМВ, чем смеяться на велосипеде», брошенная одной из участниц любовного шоу «Фэй Чэн У Жао», стала символом гедонизма и меркантилизма нового поколения китайской молодёжи. Широкое распространение среди представителей разных поколений получили добрачные и внебрачные половые связи, причём общество стало относиться к ним с большей терпимостью. По мнению известного китайского сексолога Лю Далиня, девушки хотят разбогатеть как можно быстрее и вести роскошную жизнь; торговля телом в условиях вседозволенности и ажиотажного спроса на сексуальные услуги предоставляет им такие возможности. Так, к примеру, старшеклассницы Куньмина, заявили представителям местной прессы, освещавшей громкий судебный процесс о вовлечении в проституцию более 50 школьниц, что им нравится проводить время с богатыми клиентами. Общественность была шокирована тем, что школьницы, занимавшиеся проституцией, в большинстве своём хорошо учились и торговали собою добровольно, в основном из-за любопытства, а не из-за нищеты. Богатые клиенты, главным образом местные бизнесмены и чиновники, водили девушек в роскошные рестораны, шикарные отели, давали им значительные суммы денег (от 2000 до 20 000 юаней); причём они платили в несколько раз больше, если девочки были девственницами.
В отчёте Министерства общественной безопасности КНР по району Дунчэн, Пекин (опрошено 119 проституток в возрасте 17 — 54 лет) акцент делается на следующих мотивах, толкающих девушек и женщин на панель: 1) любовь к роскоши и стремление к материальному благополучию — 30,3 %; 2) потеря девственности, которая воспринимается ими как невозможность выйти замуж и вести нормальную жизнь — 10,1 %; 3) скука и поиск утешения — 16 %; 4) преклонение перед Западом и поиск удовольствий — 3,3 %; 5) любовь к деньгам — 19,3 %; 6) способ заработать на жизнь в трудные времена — 21 %.

## Оценки доходов и численности занятых в сфере сексуальных услуг
По данным Министерства общественной безопасности КНР на 2000 год, в стране насчитывалось 4 млн проституток, а также 18 млн молодых женщин (средний возраст 23 года), мигрирующих по стране в поисках лучшей работы и более высоких доходов. По оценкам, которые привёл исследователь Чжун Вэй в сингапурской «联合早报», в КНР насчитывается около 20 млн проституток. Чжун Вэй вывел эту цифру исходя из результатов полицейской кампании 1999 года в Пекине, когда было проверено 6000 массажных салонов и салонов красоты и 1866 развлекательных заведений, в которых оказывались сексуальные услуги. По его расчётам, в Пекине работало более 300 тысяч проституток, в Фучжоу — более 100 тысяч. В Тайюане провинции Шаньси, «столице китайского караоке», было выявлено 5000 зарегистрированных танцевальных клубов и более 3000 подпольных публичных домов с общей численностью проституток более 100 тысяч человек.
Китайский экономист Ян Фань считает, что проститутки зарабатывают около 500 млрд юаней в год (он исходит из того, что их 20 млн со средним доходом 25 тыс. юаней в год), это составляет 6 % ВВП. Половина из этих денег оседает в сфере потребления (услуги сотовой связи, охраны, такси, аренда апартаментов и домов, одежда, косметика, медицинские услуги и препараты и т. п.). Учёный указывает на то, что после выхода закона Regulations concerning the management of public places of entertainment валовой внутренний продукт Китая снизился на 1 процент.
Указывая на роль проституции в экономике, американский профессор Д. Белл привёл в качестве примера город Тайюань, где во второй половине 1990-х годов действовало около 7000 клубов. После того, как в 1996 году правительство запустило очередную кампанию по борьбе с проституцией в клубах, со счетов местных банков владельцами заведений и самими проститутками было снято 400 миллионов юаней наличными. Через месяц правительство свернуло кампанию.
Стоимость услуг проституток варьируется от пятидесяти до десятков тысяч юаней, в зависимости от региона и социального статуса. В Шанхае проститутки зарабатывают в среднем 300 юаней за ночь (48$) и около 6000 юаней в месяц (966$). В настоящее время[когда?] в дорогих клубах Шанхая цены за ночь начинаются от 1500 юаней, в среднем 4000-15000 юаней. В Гонконге доходы женщин, занятых в сексуальной сфере, в середине 1990-х составляли в среднем 12000 гонконгских долларов (1500$). Согласно исследованиям Пан Суймина, проведённым в 1990-е годы, в небольших городах один акт с фаланмэй стоил от 50 юаней; если же гость забирал девушку в гостиницу, то, как правило, он должен был заплатить около 300 юаней чаевых. 陪女 были готовы провести ночь за 800 юаней, можно сторговаться за 500. (小姐开价至少是800元，客人一般可以还价到500元。) Самые высокие расценки предъявляли работницы массажных салонов: за выезд 500 юаней, провести ночь — не менее 1000.

## Социально-демографические характеристики женщин
Социальные и возрастные характеристики женщин, занятых в сфере коммерческого секса, в последнее десятилетие претерпели изменения. Если раньше проституцией занимались, как правило, в основном малообразованные женщины, сельские и горожанки, принадлежавшие к низшим социальным слоям, не имеющие профессии или безработные, то в 1980-е годы древнейшая профессия стала привлекательной и для работниц государственных и частных предприятий, и для интеллигенции, студентов, и даже для дочерей высокопоставленных чиновников.
Пекинская федерация женщин в конце 1990-х годов провела исследования, из которых следует, что проституцией занимаются в основном женщины 14—29 лет, однако в последние годы в связи с массовыми увольнениями с госпредприятий, на панель вышли и женщины более старших возрастов. Более половины занятых в секс-индустрии — это жительницы сельских районов. Если в 1991 году женщины из сельских районов страны, арестованные за занятие проституцией составляли, лишь 3 %, то в 1999 году — 62 %, что связано с интенсивным оттоком населения, особенно молодёжи, из сельских районов в города.
Изменение демографических характеристик женщин, занятых в секс-индустрии зафиксировано в материалах исследований китайских специалистов, проводившихся в 1995—2000 годах в двух небольших городах Хайнани и одном из городов Гуанси Чжуаньского автономного района. Если в 1995 году на Хайнани проституцией занимались в основном женщины из других провинций, то в 2000 году местные проститутки составляли более 60 %, причём за этот же период среди них вдвое увеличилось количество представительниц народности ли с 22 до 45 %. Количество незамужних женщин среди проституток падает, так на Хайнани в 1995 году они составляли 90 %, в Гуанси — 54 %, а в 2000 году 70 % и 44 % соответственно. Более 70 % из них имеют образование выше начального.
С началом нового тысячелетия в китайской прессе всё чаще появляются материалы о занятии проституцией и сутенёрством школьниц 13—18 лет, а также студенток. В случае со старшеклассницами Куньмина (2001 год) девушки, которые не достигли совершеннолетия (18 лет), но уже переступили порог возраста сексуального согласия (14 лет), получили условный срок в один год. По той же причине приобретавшие их услуги мужчины (возрастом от 30 до 50 лет) понесли лишь административное наказание и были обязаны к выплате штрафов, за исключением человека, который вступал в связь с тринадцатилетней школьницей (осуждён на 5 лет). Относительная мягкость наказания для мужчин вызвала бурю негодования в прессе. В 2005 году разгорелось сразу два скандала вокруг студенток Чунцина и Ханчжоу, которые предоставляли сексуальные услуги рабочим и фермерам. Случай с ханьчжоускими студентками выделялся тем, что девушки росли в зажиточных семьях и заработанные деньги тратили не на оплату обучения, а на дорогую одежду и косметику.

## Категории проституток
Китайский исследователь Пань Суймин указал семь групп девушек и женщин, работающих в секс-индустрии. Первую группу элитных проституток составляют «вторые жёны» (二奶 эрнай) — содержанки, любовницы, которые оказывают сексуальные услуги достаточно долгий период определённому клиенту и получают постоянную оплату. Длительная связь подразумевает эмоциональную окрашенность отношений, однако, их основу всё-таки составляют деньги и материальные ценности. Вторую группу составляют элитные «девушки по вызову» (包婆 баопо), с клиентурой из высших слоёв общества, обладающей деньгами и властью. В отличие от эрнай их услуги не предполагают постоянство и какую-либо длительность отношений, они предоставляются, например, на срок командировки клиента.
Третья группа проституток — «три приёмные» (三厅 саньтин) или просто эскорт-девочки (陪女 пэйнюй) — девушки, предоставляющие эскорт-услуги. Они работают в караоке-барах, ресторанах и клубах, получая комиссионные в зависимости от предоставляемых услуг. Спектр их услуг варьируется от приятного времяпрепровождения с клиентом на рабочем месте (пение, беседа, распитие спиртных напитков) до выезда с клиентом на дом и занятия сексом.
Четвёртая группа проституток — «дин-дон девочки» (叮咚小姐 диндон сяоцзе) — девушки, которые снимают номера в отелях, а затем по телефону ищут клиентов и предлагают свои услуги постояльцам заведений. Если посетитель выражает заинтересованность, то они тут же поднимаются к нему на этаж и звонят в двери. Их услуги сугубо предполагают лишь секс.

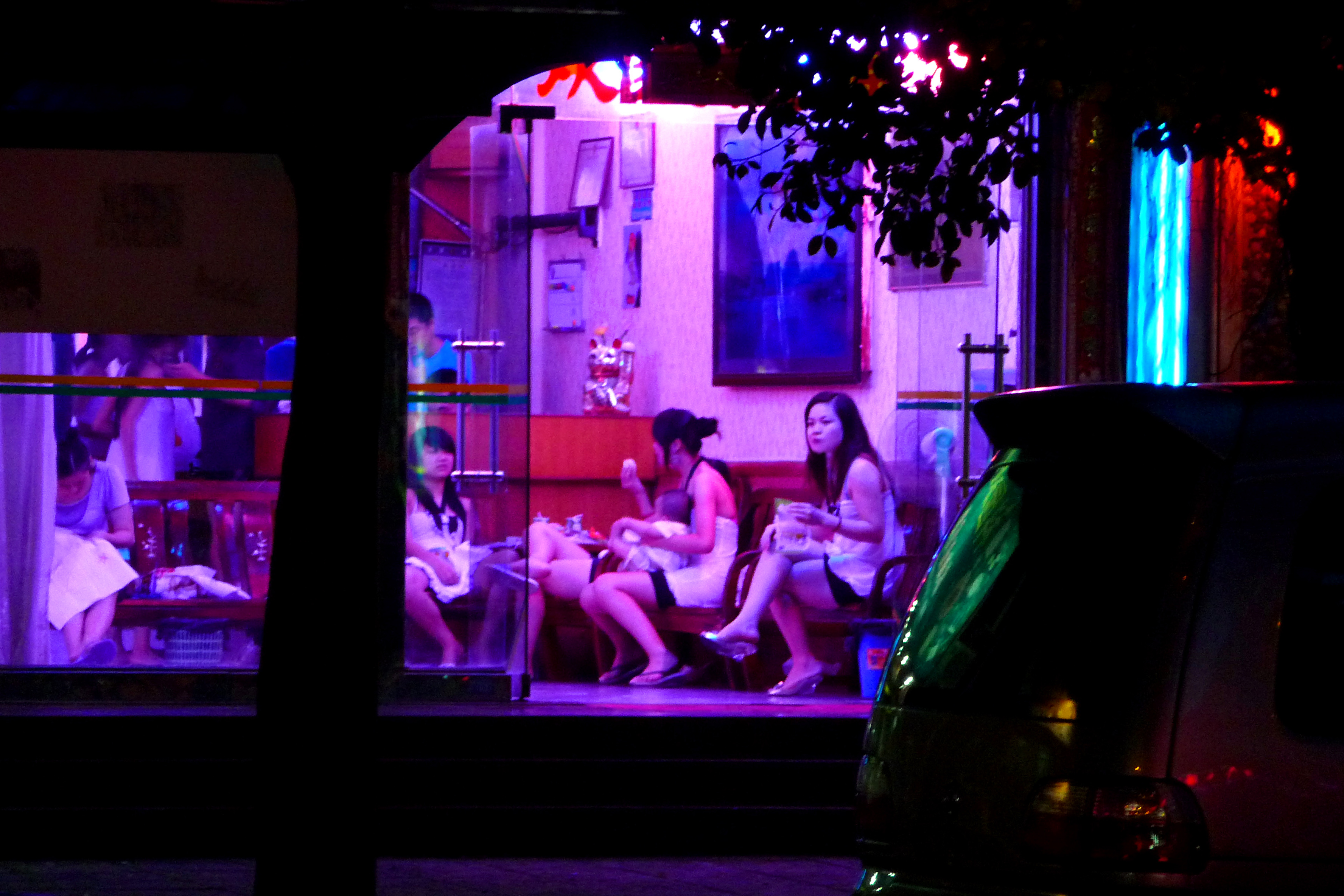
Фаланмэй ночью

Пятая группа — «сестрички-парикмахерши» (发廊妹 фалан мэй) — проститутки, которые предоставляют сексуальные услуги под видом работы в массажных салонах и парикмахерских. Фаланмэй обычно работают на сутенёра или хозяйку заведения, поэтому не зарабатывают больших денег, преимущественно довольствуясь чаевыми от клиентов. Как и работницы караоке-баров они могут провести ночь с клиентом.
Шестая группа — «уличные девки» (街女 цзенюй) — проститутки, которые завлекают клиентов прямо на улицах. Их часто можно встретить у входа в гостиницу, кинотеатры или другие места развлечений. Иногда цзенюй предоставляют свои услуги прямо на улице, например, в лесопосадке.
Седьмая группа — «барачные девки» (下工棚 сягунпэн) — проститутки, которые оказывают секс-услуги работникам, мигрантам из деревень, путешествующим по стране в поисках заработка. Низшая категория проституток. Обычно «барачные девки» крайне бедны, неухоженные и непривлекательные. Днём, в рабочее время, они присматривают за детьми работников, а ночью служат «общественными жёнами».
Пань Суймин среди перечисленных семи категорий не упоминает «девушек по вызову» (应召女郎), однако в той же своей работе признаёт, что в Китае существует и такой тип сексуальных работниц.
Особую группу составляют иностранные проститутки (янцзи), работающие, как правило, в крупных городах и экономически развитых прибрежных провинциях Китая. Согласно статистике, большинство из них выходцы из развивающихся стран, которые используют как различные легальные (контракты на работу или учёба в вузах), так и нелегальные способы въезда в страну (как правило, их курируют преступные группировки). Иностранки пользуются повышенным спросом среди местных мужчин, желающих «попробовать иностранной плоти».

## Виды сексуальных услуг
Сексуальные услуги, оказываемые клиентам в Китае, характеризуются определённым своеобразием и несколько отличаются от представлений европейцев о таковых. Можно выделить несколько типов сексуальных услуг: классический секс (разовый или многоразовый), групповой секс, специальные услуги (оральный и анальный секс), петтинг, сексуальное представление, эскорт-услуги.
Групповой секс, в отличие от европейских стран, — явление достаточно распространённое, имеющее несколько вариантов сексуального обслуживания в одном помещении (один клиент и несколько проституток, одна проститутка и несколько клиентов, равное количество клиентов и проституток со сменой партнёров).
Что касается петтинга, то он может быть двух видов: в первом случае клиенту разрешается трогать сексуально чувствительные части тела и ласкать проститутку, например в кинотеатре (расценки на петтинг верхней и нижней части тела отличаются значительно); второй вид характеризуется пассивностью клиента, девушка должна ласкать его, как правило, в форме массажа с минетом. К сексуальным представлениям относятся стриптиз, танцы в обнажённом виде, различные сексуальные шоу. Этот тип услуг в КНР распространён не столь широко как в Европе в связи с официальным запретом проституции, сложностью и опасностью содержания такого рода заведений. Эскорт услуги (сань пэй) в современном Китае включают следующее: сопровождение клиента на вечеринках и приёмах, в ночных и танцевальных клубах, во время путешествий, деловых переговоров, посещений кинотеатров, театров и других общественных местах оговорённых клиентом за заранее согласованную плату. До конца 90-х годов предоставление такого рода услуг фирмами не считалось чем-то особенным, поскольку в общем соответствовало китайской традиции. В 43 городах КНР местные власти даже взимали подоходный налог с заработков женщин, занятых в эскорт-индустрии. Однако в ходе кампаний, направленных против распространения проституции, было выявлено, что такого рода услуги часто дополняются сексуальными услугами или эскорт услуги просто подменяются ими. Официальная позиция была сформулирована следующим образом: «эскорт услуги являются прелюдией проституции». В марте 1998 г. были приняты законодательные акты, запрещающие оказание эскорт услуг за деньги, контроль за их соблюдением возложен на министерство общественной безопасности, нарушение запрета влечёт наказание в виде штрафа.

## Характеристика клиентов, пользующихся сексуальными услугами
В современном китайском обществе услугами проституток пользуются самые разные социальные и возрастные группы мужчин с различной мотивацией. Во-первых, молодые мужчины, не имеющие сексуального опыта или испытывающие трудности в общении (например, выросшие в однодетных семьях), и именно поэтому сталкивающиеся с трудностями в удовлетворении своих сексуальных потребностей. Во-вторых, холостяки (по данным Всекитайской переписи населения 2010 года, численность мужчин превышает численность женщин на 33 млн), которые из-за сложившегося дисбаланса полов в китайском обществе фактически не имеют возможности создать семью. В-третьих, мужчины, которых по каким-то причинам не удовлетворяют сексуальные отношения с женой или подругой. В-четвёртых, те, которые в силу возраста, физических недостатков или психических особенностей (например, чрезвычайной замкнутости, склонности к необычным сексуальным фантазиям, сексуальным экспериментам, неспособности к эмоциональной вовлечённости), предпочитают сексуальные связи с проститутками, поскольку иные сексуальные связи для них весьма проблематичны. В-пятых, одинокие или состоящие в браке мужчины, идущие на такого рода отношения в целях самоутверждения, повышения собственной самооценки, создания хотя бы кратковременной иллюзии любви, психологической интимности. В-шестых, мужчины-мигранты, подолгу находящиеся вдали от жён и подруг и удовлетворяющие таким образом свои сексуальные потребности. В-седьмых, мужчины желающие таким образом снять психологическое напряжение. Платный секс воспринимается ими как приемлемый способ избавления от стресса, не требующий эмоциональных усилий, необходимых в отношениях с женой или подругой. В-восьмых, состоящие в браке мужчины, желающие разнообразия во время командировок или отдыха.
Секс на коммерческой основе упрощает и ускоряет сексуальное сближение, избавляя мужчину от необходимости тратить время и силы на ухаживание, делает невозможным вариант отказа, то есть обеспечивает желаемое без каких-либо эмоционально-личностных усилий. Помимо этого, связь с проституткой избавляет мужчину от ответственности, как эмоциональной, психологической, так и социальной. Такого рода связи, как правило (исключение составляют случаи с долговременным содержанием любовниц), не формируют близких отношений. Они являются лишь оплаченной сексуальной услугой в обществе потребления, основными ценностями которого являются деньги, положение и успех.
Мужчины, как правило, объясняют своё обращение к девушкам, оказывающим сексуальные услуги, естественным для мужчин стремлением к разнообразию, желанием иметь более молодых сексуальных партнёрш. Часть мужчин имеют хорошо оплачиваемую работу, семьи и даже иногда гармоничные отношения с жёнами. Бизнесмены и чиновники часто ссылаются на то, что в условиях рыночной экономики и при стремительном темпе современной жизни у них не остаётся ни сил, ни времени на построение и поддержание глубоких эмоциональных отношений и на решение личных проблем.
Китайские специалисты подчёркивают наличие «общих психологических особенностей» у потребителей сексуальных услуг: это как правило, мужчины со слабой волей, которые не могут противостоять искушению сексом. «Их ценности разрушены быстрым развитием рыночной экономики, их моральные нормы деградировали под влиянием западного декадентского буржуазного образа жизни, они не осознают правовых последствий своего поведения». Среди задержанных полицией клиентов (133 человека), со слов последних, выяснилось, что 26,3 % из них «жаждали удовольствий», 16,5 % — «искали новых ощущений», 20,3 % — «любят дешёвые развлечения», 12,8 % — «испытывали потребность в разрядке сексуального напряжения», 24,8 % — «посещали проституток по привычке».
Профессор Народного университета Китая Пань Суймин считает, что самую большую группу потребителей сексуальных услуг (40 %) составляют руководители, менеджеры и чиновники, имеющие власть и деньги. Именно они являются постоянными клиентами, рабочие и крестьяне составляют лишь 10 %. Мужчины руководящего звена могут позволять себе покупку сексуальных удовольствий гораздо чаще остальных групп мужского населения КНР. Именно они содержат одну или несколько любовниц, позволяя себе время от времени и случайные связи.

## Вербовщики, сутенёры и хозяева развлекательных заведений
В Китае, как и во всём мире, приток свежих сил в секс-индустрию и контроль за работой проституток осуществляют вербовщики и сутенёры. Их доходы напрямую зависят от доходов подопечных, поскольку часто доля первых составляет 50 %. Они получают деньги за поставку новых девушек хозяевам развлекательных заведений, которые им доверяют в условиях нелегальности секс-бизнеса. Деятельность сутенёров подпадает под статьи УК КНР предусматривающие наказание вплоть до смертной казни (расстрел) за «принуждение, вовлечение в занятие проституцией».
Владельцы развлекательных заведений, массажных кабинетов, салонов красоты, ресторанов, баров прибегают к различным средствам, с тем чтобы заставить работающих у них женщин оказывать сексуальные услуги: экономические, например не платят им заработную плату, оставляя им лишь чаевые клиентов, требуя одновременно оплачивать предоставляемое им жильё и питание, другие создают лишь благоприятные условия для поиска клиентов, взимая за это определённую плату. Оказывают на женщин психологическое давление, всячески подчёркивая, что место строптивых займут другие желающие (конкуренция действительно имеет место), применяют и физическое насилие, зная, что их подопечные не пойдут жаловаться в полицию.
Взаимоотношения сутенёров и проституток характеризуются противоречивостью. С одной стороны, проститутки подвергаются эксплуатации и контролю и не могут быть довольно таким положением вещей, а с другой — первые помогают им устроиться в условиях города, представляют их работодателям (хозяевам баров, ресторанов, массажных салонов и т. п.) или самостоятельно находят клиентов своим подопечным и обеспечивают прикрытие. Именно поэтому отношения сутенёров и проституток в определённом смысле являются партнёрством, поскольку обе стороны имеют интерес в наличии клиентуры и заработков. Случаи доносительства в полицию и обвинений сутенёров со стороны проституток редки.
В разных случаях доходы сутенёров и хозяев различных заведений составляют от 15 до 50 % от заработанного женщинами, что, бесспорно, является «эксплуатацией проституции третьими лицами». Так, по данным Пань Суймина, месячный доход владельца танцевального зала в среднем составляет от 2320 до 4260 долларов, из которых 2060 долларов — издержки. Таким образом, чистый доход может колебаться от 266 до 2200 долларов. Доходность заведений, предоставляющих помимо остальных сексуальные услуги, составляет 330 %, тогда как в ресторанном бизнесе — 90 %. Именно поэтому, несмотря на то, что владельцам такого вида заведений грозит смертная казнь и некоторых из них расстреливают показательно, их количество не уменьшается.

## Проституция и распространение СПИДа
Особый акцент китайскими властями делается на взаимосвязи проституции и широкого распространения венерических заболеваний и СПИДа, угрожающих здоровью нации. В настоящее время, по официальной статистике, в КНР насчитывается 120 млн инфицированных вирусом гепатита B и 1 млн — СПИДом. По данным ВОЗ, в КНР насчитывается 1,7 млн людей больных и инфицированных вирусом иммунодефицита HIV/AIDS. По прогнозам ООН, к 2010 году эта цифра должна была достигнуть 10 млн человек. Всемирная организация здравоохранения и другие неправительственные организации в целях предотвращения эпидемии СПИДа в КНР в течение нескольких лет настаивали на бесплатном распространении презервативов в местах, где наибольшая концентрация проституток. В 2004 году китайские власти обнародовали план по распространению бесплатных презервативов в местах развлечений. Впервые реклама презервативов в Китае появилась в начале 1990-х годов, но быстро исчезла по распоряжению властей, как и все другие, в который прослеживалась тема секса или непристойность. В 2003 году во Всемирный день борьбы со СПИДом в эфир вышла-таки 30-секундная телевизионная реклама презервативов в связи актуализацией проблемы и усилившимся давлением на китайскую сторону международных организаций.
Согласно государственному «Среднесрочному и долгосрочному плану по предотвращение и контролю за СПИДом», принятому в 2001 году, основной упор снова сделан на том, что «проституция, употребление наркотиков должны быть решительно искоренены».

## Отношение к проституции в обществе
Отношение к проституткам в китайском обществе остаётся слабо изученным. Авторы одного из немногих исследований в данной области Цао Лицюнь и Стивен Стэк пришли к выводу, что на вопрос о приемлемости существования проституции китайцы отвечают в равной степени отрицательно или положительно, независимо от возраста, пола, семейного статуса или образования. Существенная разница в ответах на вопросы заключалась лишь в ответах безработных и трудоустроенных граждан: последние готовы смириться с проституцией куда в большей мере.

## Стратегия китайских властей в отношении проституции
«Запрет, борьба и решительное искоренение проституции» — так формулируется официальная позиция китайских властей в отношении проституции. Возрождение проституции китайские власти объясняют проникновением в страну «капиталистического мировоззрения и идеологии». Именно с ведением политики реформ и открытости проституция, «как чумная эпидемия», начала распространяться с прибрежных провинций страны и специальных экономических зон по всей территории Китая, включая отдалённые и горные районы.
В КНР признают, что осуществление контроля над проституцией — задача сложная и требующая участия всего общества. В борьбе с этим асоциальным явлением первостепенное внимание должно уделяться пропаганде и просветительской работе под руководством партийных, государственных и общественных организаций, с привлечением правоохранительных органов. «В первую очередь необходимо разъяснять молодёжи и населению тот ущерб, который наносит проституция как отдельному индивиду (риск заболеть венерическими заболеваниями, СПИДом) так и обществу в целом, укреплять социалистическую мораль и законность, формировать способность сознательно противостоять искушению коммерческим сексом». Властями разработан и совершенствуется комплексный подход к проблеме искоренения проституции в стране. Образовательным учреждениям рекомендовано обращать особое внимание на формирование у молодёжи таких понятий, как «девственность», «доброе имя», «репутация», «бесчестие», ценностей, которые противостоят «сексуальной свободе» и «поклонению деньгам». Правоохранительные органы должны постоянно совершенствовать и разрабатывать новые эффективные методы контроля за общественными местами (вокзалы, порты, рестораны, гостиницы, клубы, развлекательные заведения), где обычно ищут клиентов проститутки. Более того, полиция должна поддерживать связи с владельцами указанных заведений и привлекать их к сотрудничеству и ответственности в случае их уклонения от такого.
Борьба с порнографией расценивается как неотъемлемая и важная часть кампаний против проституции, поскольку литература, содержащая крайне натуралистическое, циничное изображение половых отношений, обостряет сексуальные желания и способствует «духовному загрязнению» общества. Важное значение придаётся и контролю за мигрирующим населением, особенно своевременному оформлению карт временных резидентов. В целях ограничения въезда в КНР иностранных гражданок, оказывающих сексуальные услуги, ужесточается контроль консульских учреждений за выдачей туристических и рабочих виз. Местные исполнительные органы власти (их различные отделы, например, культуры, образования, здравоохранения и т. п.) должны уделять внимание вопросам трудоустройства проституток после их освобождения из исправительно-образовательных учреждений и исправительно-трудовых лагерей, контролировать распространение порнографии, обеспечивать сексуальное образование, заниматься профилактикой распространения венерических заболеваний и СПИДа. Общественные организации, включая молодёжные, женские, должны оказывать помощь властям в реабилитации проституток, формировании нравственных представлений и ценностей у подрастающих поколений, содействовать профилактическим мероприятиям, проводимым полицией. Соседские и квартальные комитеты также не должны оставаться равнодушными к проблемам, связанным с реабилитацией проституток и профилактикой этого явления.

Борьба с проституцией
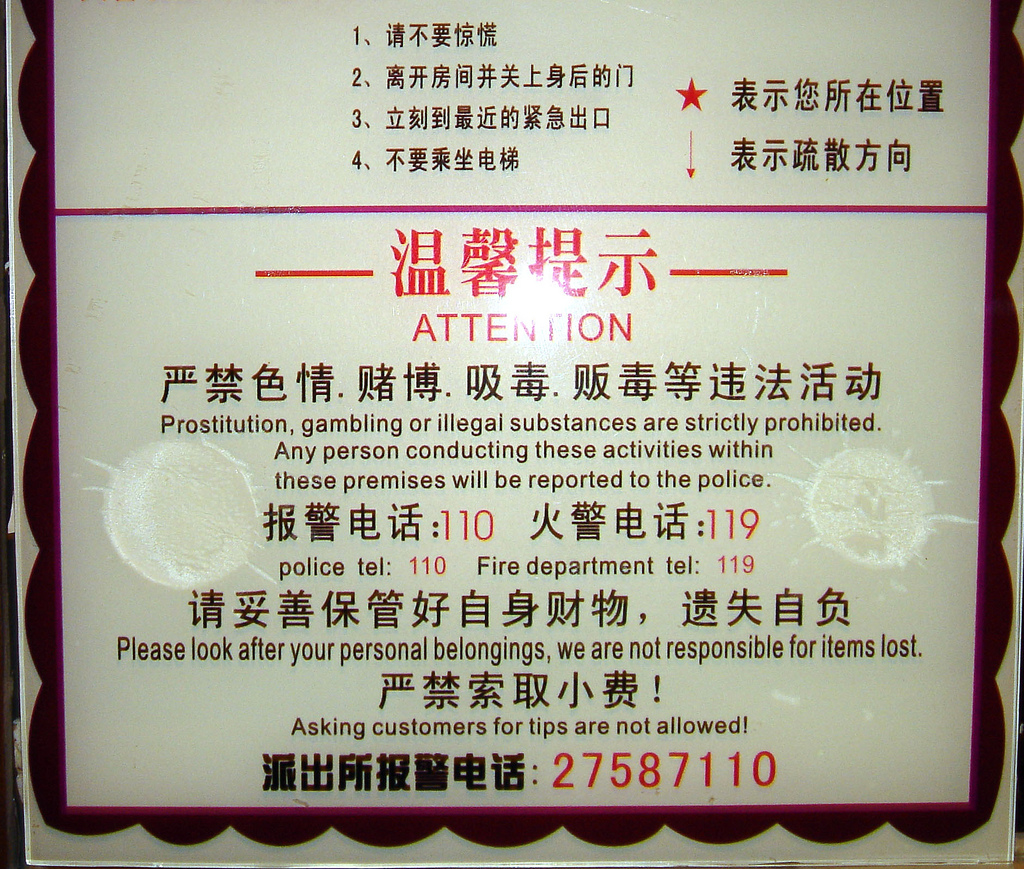
Стенд, гласящий о запрете проституции, рядом со спа-салоном в Шэньчжэне, где предоставляются сексуальные услуги

Уголовный кодекс КНР 1979 года（中华人民共和国刑法), который вступил в силу с 1 января 1980 года, уделял мало внимания вопросу проституции. Статья 140 предписывала наказание от 3 до 10 лет лишения свободы за принуждение к занятию проституцией. Статья 169 предусматривала лишение свободы на срок до 5 лет за укрывательство проституток. Однако УК КНР не содержал никаких указаний насчёт самих проституток и их клиентов. В результате, контроль за проституцией осуществлялся на уровне провинций, где местные власти проводили собственную политику. Такая ситуация сохранилась вплоть до 1987 года, когда в действие вступило «Положение Китайской Народной Республики о взысканиях за нарушение общественного порядка» (中华人民共和国治安管理处罚条例). Статья 30 данного положения запрещала покупать и продавать сексуальные услуги, вовлекать людей в занятие проституцией и предоставлять условия для занятия проституцией. Правоохранительные органы получили право задерживать проституток и их клиентов для перевоспитания и применять к ним меру воздействия в виде исправительно-трудовых работ сроком от шести месяцев до двух лет. В случае повторного задержания лиц, проходивших перевоспитание в образовательных учреждениях, они должны были заплатить штраф 5 тыс. юаней и вновь направлялись на перевоспитание уже в исправительно-трудовые лагеря. Несмотря на принятие новых законодательных актов в начале 1990-х, полицейские пользовались правом задерживать и штрафовать проституток и их клиентов вплоть до мая 2006 года.
В 1991 году ПК ВСНП принял «Постановление о строгом запрете действий сексуального характера, связанных с проституцией» (严禁卖淫嫖娼的决定). Целью введения данного постановления было подведение юридической базы под стихийные облавы на проституток, которые организовывались китайской полицией. Согласно постановлению, организаторы секс-бизнеса, лица, вовлекающие других в проституцию, так же, как и занимающиеся проституцией лица, больные венерическими заболеваниями и знающие об этом, подлежали уголовному наказанию. Данный документ содержит систему административных наказаний, применение которых ставится в зависимость от различных обстоятельств, связанных с участием в проституции. Так, например, лица занимающиеся проституцией и их клиенты, могут быть принуждены: 1) к моральному перевоспитанию и ознакомлению с нормативными документами в этой сфере в исправительно-образовательных учреждениях; 2) к исправительным работам в исправительно-трудовых лагерях; 3) к медицинскому освидетельствованию на предмет выявления венерических заболеваний и СПИДа; 4) к принудительному лечению.
Обновлённый Уголовный кодекс КНР 1997 года опирался на ранее принятые постановления. Однако в данной редакции кодекса особое внимание было уделено мерам наказания, назначаемых лицам, занимающимся организацией сексуального бизнеса. Уголовных наказаний для самих проституток и их клиентов не предусматривалось.
С 1 марта 2006 года в силу вступил закон КНР «О наказаниях (взысканиях) за нарушение общественного порядка» (中华人民共和国治安管理处罚法), статья 66 которого предписывает: «Занятие проституцией, использование услуг проституток, карается задержанием от 10 до 15 дней, также может налагаться штраф до 5000 юаней; при наличии смягчающих обстоятельств карается задержанием до 5 дней или штрафом до 500 юаней».

## Отношение китайских экспертов к легализации проституции в КНР
Запрет проституции, мероприятия проводимые правоохранительными органами и достаточно суровые наказания за вовлечение в проституцию и содержание заведений, оказывающих сексуальные услуги не сдерживают развитие секс-индустрии в КНР.
В последние годы некоторые китайские специалисты и общественные деятели, обеспокоенные распространением СПИДа в КНР и положением женщин, занятых в секс-индустрии, неэффективностью политики запрета, начинают высказываться за легализацию и декриминализацию проституции, по-разному аргументируя свою позицию. Однако все специалисты, считают, что пришло время искать новые эффективные решения данной проблемы на основе международного опыта, исследований и консультаций.
Пань Суймин, например, считает, что запрет сексуальных услуг и борьба с проституцией слишком дорого обходится китайскому государству. В Китае существует так называемая «квазиполиция», которая занимается выявлением проституток и развлекательных и иных заведений, оказывающих сексуальные услуги. Он приводит расчёты, согласно которым, сотрудник общественной безопасности для того, чтобы задержать проститутку с поличным должен потратить в среднем 7,5 часов. В городе с населением б млн чел. 450 полицейских, занятых полный рабочий день, должны работать 900 000 человеко-часов для того, чтобы арестовать всех проституток и их клиентов. Помимо этого, правительство должно задействовать и других социальных работников. Такова стоимость запрета проституции. Пань Суймин задаётся вопросом: если государство готово платить такую цену, но что же оно имеет взамен? Рост рынка сексуальных услуг и дальнейший рост расходов на борьбу с проституцией. Он считает, что чрезвычайно сложно восстановить доверие общества, независимо от запрашиваемых экономических ресурсов.
Хуан Ли (Институт права АОН Китая) считает, что «запрет проституции не соответствует основной мировой тенденции и не соответствует современным реалиям», Цянь Юнчжун не видит ничего предосудительного в коммерциализации сексуального поведения, за исключением случаев принуждения к таковому. Хуан Цзису, оценивая ситуацию с проституцией, особо подчёркивает, что вовлечение женщин в сферу сексуальных услуг лишает их нормальных сексуальных отношений, семейной жизни и наносит урон чувству собственного достоинства. Именно поэтому легализация проституции — официальное признание дискриминации прав женщин.
Ли Иньхэ, доктор социологии, одна из ведущих китайских специалистов в области изучения сексуального поведения, считает, что легализация проституции возможна в Китае, она не только защитит права женщин, но будет способствовать решению проблем, связанных с проституцией. Попытки правительства искоренить проституцию загоняют её в подполье, дают возможность криминальным организованным группам контролировать этот бизнес, провоцируют коррупцию среди полиции и чиновников. Эта проблема, по её мнению, не должна решаться исключительно путём арестов. Особый акцент она делает на декриминализации проституции, на моральной стороне этого явления. Она считает, что сексуальные отношения между взрослыми людьми не должны считаться преступлением, независимо от их финансовой подоплёки.

## Комментарии
1. ↑  Роберт ван Гулик указывал, что, согласно позднейшей традиции, профессиональные публичные дома существовали уже в VII веке до н. э. Они были учреждены знаменитым государственным деятелем и философом Гуань Чжуном — советником князя Хуаня из царства Ци (685—642 годы до н. э.). Утверждалось, что с целью увеличения доходов государства он учредил много публичных домов, которые пользовались дурной славой. «Однако ни один из имеющихся в моём распоряжении чжоуских источников не подтверждает подлинность этой легенды, — писал ван Гулик. — В „Планах сражающихся царств“ (战国策) (III век до н. э.), напротив, сообщается, что это сам князь Хуань учредил у себя при дворце „семь рынков с семьюстами домами для женщин“. Словом ши („рынок“) в данном случае обозначается придворный балаган для развлечения самого правителя, и нет никаких сомнений, что женщины предназначались исключительно ему одному»[4].
2. ↑  До 2003 года две статьи Уголовного кодекса, фактически дублируя друг друга, предусматривали наказание в виде лишения свободы сроком от 3 до 10 лет за совершение сексуальных действий с девушками, не достигшими возраста согласия: «Развратные действия с девушкой, не достигшей 14 лет, — наказываются лишением свободы на срок от 5 лет и штрафом» (статья 360 УК КНР); «Изнасилование, совершённое с применением к женщине угроз и насилия, — наказывается лишением свободы на срок от 3 до 10 лет. Развратные действия по отношению к девушке, не достигшей 14 лет, расцениваются как изнасилование и наказываются максимально строгим наказанием из предусмотренных» (статья 236 УК КНР). В 2003 году Верховный народный суд КНР издал толкование закона, согласно которому в случае, если субъект преступления (мужчина старше 14 лет) не знал о настоящем возрасте потерпевшей (девушки младше 14 лет), и если сексуальная связь произошла по обоюдному согласию, такую связь не следовало рассматривать как правонарушение. Сразу после выхода данное толкование вызвало возмущение общественности, поскольку предоставляло мужчинам, вступающим в связь с несовершеннолетними девушками, лёгкий путь для избежания наказания.
3. ↑  Проститутки в современном китайском языке называются 婊子, 妓女, устаревшие название 暗娼, 嫖娼, 娼妓, а проституция 卖淫, или 性产业 — «секс-индустрия».